# Квантовый усилитель
Квантовый усилитель —  устройство, в котором усиление электромагнитной волны происходит в результате её взаимодействия с активной средой, испускающей фотоны с той же частотой, поляризацией и фазой, в том же направлении, что и усиливаемая волна. В радиоастрономии и радиолокации применяются парамагнитные квантовые усилители с низким уровнем собственных шумов (мазеры). Лазер также может работать в режиме квантового усилителя.